# Кардиналы-выборщики
Кардиналы-выборщики — термин, употребляемый по отношению к тем членам Коллегии Кардиналов, которые имеют право избирать на Конклаве папу римского.
Сам термин использовался давно, но только с 1970 года он приобрёл более точное определение. Папа римский Павел VI опубликовал своё motu proprio Ingravescentem Aetatem, датированное 21 ноября 1970 года, которое существенно меняло избирательную власть кардиналов. Документ предусматривал, что кардиналы старше восьмидесяти лет были лишены права избирать папу римского и участвовать в Конклаве. Когда это условие вступило в силу 1 января 1971 года, двадцать пять кардиналов потеряли свои избирательные права.
Это положение было позднее подтверждено в соответствии с его апостольской конституцией Romano Pontifici Eligendo (Об избрании римского понтифика) от 1 октября 1975 года. В дальнейшем Папа Иоанн Павел II уточнил его в апостольской конституции Universi Dominici Gregis  от 22 февраля 1996 года. Согласно ей, кардиналу-выборщику должно исполняться 80 лет не ранее даты смерти или отречения папы. Таким образом, кардинал, которому исполнилось 80 лет в эту дату или после неё, но до начала конклава, имеет право на участие в нём. Такой случай произошёл на конклаве 2013 года (12—13 марта), в котором участвовал 80-летний немецкий кардинал Вальтер Каспер. 80 лет Касперу исполнилось 5 марта 2013 года, тогда как папа Бенедикт XVI отрёкся от престола 28 февраля. Апостольская конституция также предусматривает, что число кардиналов-выборщиков не должно превышать 120, но не содержит указаний на случай, если к моменту начала конклава выборщиков окажется больше этого числа. Такая ситуация возникла перед конклавом 2025 года: на момент смерти папы Франциска (21 апреля 2025 года) право участия в конклаве имели 135 кардиналов. Перед началом конклава было решено, что все присутствующие кардиналы-выборщики (133 человека) имеют право голоса .
На данный момент (9 августа 2025 года, до 22 августа 2025 года) в Коллегии кардиналов представлены 248 кардиналов из 94 стран, из которых 117 достигли 80-летнего возраста, то есть они не имеют права участвовать в Конклаве. Кардиналов-выборщиков 130 человек из 69 стран.
В Коллегии присутствуют следующие кардиналы-выборщики, назначенные:
- 5 — папой Иоанном Павлом II;
- 20 — папой Бенедиктом XVI;
- 105 — папой Франциском.

## Список кардиналов-выборщиков
| Страна | Количество выборщиков |
| --- | --------------------- |
| Италия | 17                    |
| Соединённые Штаты Америки | 9                     |
| Бразилия | 7                     |
| Франция | 5                     |
| Аргентина, Индия, Испания, Канада, Португалия | 4                     |
| Великобритания, Германия, Польша, Филиппины | 3                     |
| Кот-д’Ивуар, Мексика, Швейцария, Япония | 2                     |
| Австралия, Алжир, Бельгия, Босния и Герцеговина, Буркина-Фасо, Венгрия, Гаити, Гана, Гватемала, Израиль, Индонезия, Ирак, Иран, Кабо-Верде, Кения, Китай, Колумбия, Конго, Корея, Куба, Литва, Люксембург, Мадагаскар, Малайзия, Мальта, Марокко, Монголия, Мьянма, Нигерия, Нидерланды, Никарагуа, Новая Зеландия, Папуа — Новая Гвинея, Парагвай, Перу, Руанда, Сербия, Сингапур, Южный Судан, Таиланд, Танзания, Восточный Тимор, Тонга, Уругвай, Хорватия, ЦАР, Чили, Швеция, Шри-Ланка, Эфиопия, ЮАР, Эквадор | 1                     |

### Римская курия
1. Фабио Баджо (60 лет), калабрианин — заместитель секретаря Дикастерии по содействию целостному человеческому развитию;
2. Рэймонд Берк (77 лет) — бывший патрон Суверенного военного гостеприимного ордена Святого Иоанна, Иерусалима, Родоса и Мальты;
3. Жуан Брас ди Авис (78 лет)  — бывший префект Дикастерии по делам институтов посвящённой жизни и обществ апостольской жизни;
4. Мауро Гамбетти (59 лет) — генеральный викарий Ватикана, председатель Фабрики Святого Петра и архипресвитер Папской Ватиканской базилики;
5. Луис Антонио Гоким Тагле (68 лет) — про-префект секции евангелизации Дикастерии по Евангелизации;
6. Марио Грек (68 лет)  — генеральный секретарь синода епископов;
7. Клаудио Гуджеротти (69 лет) — префект Дикастерии по делам восточных церквей;
8. Марио Дзенари (79 лет)  — апостольский нунций в Сирии;
9. Анджело Де Донатис (71 год) — великий пенитенциарий;
10. Конрад Краевский (61 год) — великий элемозинарий и префект Дикастерии по служению благотворительности;
11. Курт Кох (75 лет) — префект Дикастерии по содействию Христианскому Единству;
12. Джордж Джейкоб Кувакад (51 год) — префект Дикастерии по межрелигиозному диалогу;
13. Роландас Макрицкас (53 года) — коадъютор архипресвитера базилики Санта-Мария-Маджоре;
14. Доминик Мамберти (73 года) — кардинал-протодьякон, префект Верховного Трибунала Апостольской Сигнатуры;
15. Жозе Толентину Мендонса (59 лет) — префект Дикастерии культуры и образования, бывший библиотекарь и архивариус Римской Церкви;
16. Герхард Людвиг Мюллер (77 лет) — бывший префект Конгрегации доктрины веры, бывший председатель Папской Библейской Комиссии и Папской Комиссии Ecclesia Dei;
17. Пьетро Паролин (70 лет) — государственный секретарь Святого Престола;
18. Кристоф Пьер (79 лет) — апостольский нунций в США;
19. Артур Роше (75 лет) — префект Дикастерии богослужения и дисциплины таинств;
20. Марчелло Семераро (77 лет) — префект Дикастерии по канонизации Святых;
21. Питер Кодво Аппиа Тарксон (76 лет) — бывший префект Дикастерии по содействию целостному человеческому развитию;
22. Кевин Фаррелл (77 лет) — камерленго, префект Дикастерии по делам мирян, семьи и жизни;
23. Анхель Фернандес Артиме (64 года) — про-префект Дикастерии по делам институтов посвящённой жизни и обществ апостольской жизни;;
24. Виктор Мануэль Фернандес (63 года) — префект Дикастерии доктрины веры;
25. Фернандо Филони (79 лет) — великий магистр ордена Рыцарского Ордена Гроба Господня;
26. Джеймс Майкл Харви (75 лет) — архипресвитер папской базилики Сан-Паоло-фуори-ле-Мура;
27. Майкл Черни (79 лет) — префект Дикастерии по содействию целостному человеческому развитию;
28. Эмиль-Поль Шерриг (78 лет) — бывший апостольский нунций в Италии;
29. Лазарус Ю Хын Сик (73 года) — префект Дикастерии по делам духовенства.

### Европа

#### Италия
1. Доменико Батталья (62 года) — архиепископ Неаполя;
2. Джузеппе Бетори (78 лет) — бывший архиепископ Флоренции;
3. Маттео Мария Дзуппи (69 лет) — архиепископ Болоньи;
4. Оскар Кантони (74 года) — епископ Комо;
5. Аугусто Паоло Лоюдиче (61 год) — архиепископ Сиена-Колле-ди-Валь-д’Эльса-Монтальчино;
6. Франческо Монтенегро (79 лет) — бывший архиепископ Агридженто;
7. Джузеппе Петрокки (76 лет) — бывший архиепископ Л’Акуилы;
8. Бальдассаре Рейна (54 года) — генеральный викарий Рима;
9. Роберто Реполе (58 лет) — архиепископ Турина.

#### Испания
1. Антонио Каньисарес Льовера (79 лет)— бывший архиепископ Валенсии;
2. Хосе Кобо Кано (59 лет) — архиепископ Мадрида;
3. Хуан Хосе Омелья-и-Омелья (79 лет) — архиепископ Барселоны.

#### Португалия
1. Америку Мануэл Алвиз Агиар (51 год) — епископ Сетубала;
2. Мануэл Жозе Макариу ду Нашсименту Клементи (77 лет) — бывший патриарх Лиссабона;
3. Антониу Аугусту душ Сантуш Марту (78 лет) — бывший епископ Лейрия-Фатимы.

#### Франция
1. Жан-Марк Авелин (66 лет) — архиепископ Марселя;
2. Филипп Барбарен (74 года) — бывший архиепископ Лиона;
3. Франсуа-Ксавье Бустильо (56 лет) — епископ Аяччо.

#### Великобритания
1. Винсент Джерард Николс (79 лет)— архиепископ Вестминстера;
2. Тимоти Питер Джозеф Рэдклифф (79 лет), доминиканец — теолог.

#### Германия
1. Райнер Мария Вёльки (68 лет) — архиепископ Кёльна;
2. Рейнхард Маркс (71 год) — архиепископ Мюнхена.

#### Польша
1. Казимиж Ныч (75 лет) — бывший архиепископ Варшавы;
2. Гжегож Рысь (61 год) — архиепископ Лодзи.

#### Бельгия
1. Жозеф Де Кесель (78 лет) — бывший архиепископ Мехелена-Брюсселя.

#### Босния и Герцеговина
1. Винко Пулич (79 лет) — бывший архиепископ Врхбосны.

#### Венгрия
1. Петер Эрдё (73 года) — архиепископ Эстергом-Будапешта.

#### Люксембург
1. Жан-Клод Холлериш (67 лет), иезуит — архиепископ Люксембурга.

#### Нидерланды
1. Виллем Эйк (72 года) — архиепископ Утрехта.

#### Сербия
1. Ласло Немет (68 лет), вербист — архиепископ Белграда.

#### Хорватия
1. Йосип Бозанич (76 лет)— бывший архиепископ Загреба.

#### Швеция
1. Ларс Андерс Арборелиус (75 лет), кармелит — епископ Стокгольма.

### Азия

#### Индия
1. Энтони Пула (63 года) — архиепископ Хайдарабада;
2. Филиппе Нери Антониу Себастьян ду Розарио Ферран (72 года) — архиепископ Гоа и Дамана и титулярный патриарх Восточной Индии;
3. Баселиос Клеемис Тоттункал (66 лет) — верховный архиепископ Тривандрума Сиро-маланкарского.

#### Филиппины
1. Хосе Фуэрте Адвинкула (73 года) — архиепископ Манилы;
2. Пабло Вирхилио Сионгко Давид (66 лет) — епископ Калукана.

#### Япония
1. Тарцизий Исао Кикути, вербист (66 лет) — архиепископ Токио;
2. Томас Акино Манъё Маэда (76 лет) — архиепископ Осаки—Такамацу.

#### Израиль
1. Пьербаттиста Пиццабалла (60 лет) — латинский патриарх Иерусалима;

#### Индонезия
1. Игнатий Сухарио Харджоатмоджо (75 лет) — архиепископ Джакарты.

#### Ирак
1. Луис Рафаэль I Сако (77 лет) — патриарх Вавилона Халдейского и архиепископ Багдадский.

#### Иран
1. Доминик Жозеф Матьё (62 года), францисканец-конвентуал — архиепископ Тегерана-Исфахана.

#### Китай
1. Стефан Чжоу Шоужэнь (66 лет) — епископ Гонконга.

#### Малайзия
1. Себастьян Фрэнсис (73 года)— епископ Пинанга.

#### Монголия
1. Джорджо Маренго (51 год), I.M.C. — апостольский префект Улан-Батора.

#### Мьянма
1. Чарльз Маунг Бо (76 лет) — архиепископ Янгона.

#### Сингапур
1. Уильям Го Сен Че (68 лет) — архиепископ Сингапура.

#### Таиланд
1. Франциск Ксаверий Криенгсак Ковитванит (76 лет) — бывший архиепископ Бангкока.

#### Восточный Тимор
1. Виржилиу ду Карму да Силва (57 лет), бенедиктинец — архиепископ Дили.

#### Шри-Ланка
1. Малькольм Ранжит (77 лет) — архиепископ Коломбо.

### Северная Америка

#### США
1. Уилтон Дэниэл Грегори (77 лет) — бывший архиепископ Вашингтона;
2. Даниэль Николас Динардо (76 лет) — бывший архиепископ Галвестона — Хьюстона;
3. Тимоти Долан (75 лет) — архиепископ Нью-Йорка;
4. Роберт Уолтер Макэлрой (71 год) — архиепископ Вашингтона;
5. Блейз Джозеф Супич (76 лет) — архиепископ Чикаго;
6. Джозеф Уильям Тобин (73 года)— архиепископ Ньюарка.

#### Канада
1. Томас Кристофер Коллинз (78 лет) — бывший архиепископ Торонто;
2. Жеральд Сиприен Лакруа (68 лет) — архиепископ Квебека.
3. Франк Лео (54 года) — архиепископ Торонто.

### Латинская Америка

#### Бразилия
1. Паулу Сезар Кошта (58 лет) — архиепископ Бразилиа;
2. Сержиу да Роша (65 лет) — архиепископ Сан-Салвадора-да-Баия;
3. Жайме Спенглер (64 года) , францисканец — архиепископ Порту-Алегри;
4. Леонардо Ульрич Стайнер (74 года) , францисканец — архиепископ Манауса;
5. Орани Жуан Темпеста (75 лет) — архиепископ Сан-Себастьян-до-Рио-де-Жанейро;
6. Одилиу Педру Шерер (75 лет) — архиепископ Сан-Паулу.

#### Аргентина
1. Висенте Бокалич Иглич (73 года) , лазарист — архиепископ Сантьяго-дель-Эстеро, примас Аргентины;
2. Марио Аурелио Поли (77 лет) — бывший архиепископ Буэнос-Айреса;
3. Анхель Сиксто Росси (66 лет) — архиепископ Кордовы.

#### Мексика
1. Карлос Агиар Ретес (75 лет) — архиепископ Мехико;
2. Франсиско Роблес Ортега (76 лет) — архиепископ Гвадалахары.

#### Чили
1. Фернандо Наталио Чомали Гариб (68 лет) — архиепископ Сантьяго.

#### Гаити
1. Шибли Ланглуа (66 лет) — епископ Ле-Ке.

#### Гватемала
1. Альваро Леонель Рамассини Имери (78 лет) — епископ Уэуэтенанго.

#### Колумбия
1. Луис Хосе Руэда Апарисио (63 года) — архиепископ Боготы.

#### Куба
1. Хуан де ла Каридад Гарсия Родригес (77 лет) — архиепископ Гаваны.

#### Никарагуа
1. Леопольдо Хосе Бренес Солорсано (76 лет) — архиепископ Манагуа.

#### Парагвай
1. Адальберто Мартинес Флорес (74 года) — архиепископ Асунсьона.

#### Перу
1. Карлос Густаво Кастильо Маттасоглио (75 лет) — архиепископ Лимы.

#### Уругвай
1. Даниэль Фернандо Стурла Беруэ (66 лет) — архиепископ Монтевидео.

#### Эквадор
1. Луис Херардо Кабрера Эррера (69 лет) , францисканец — архиепископ Гуаякиля.

### Африка

#### Кот-д’Ивуар
1. Иньяс Бесси Догбо (63 года) — архиепископ Абиджана;
2. Жан-Пьер Кутва (79 лет) — бывший архиепископ Абиджана.

#### Алжир
1. Жан-Поль Веско (63 года) , доминиканец — архиепископ Алжира.

#### Буркина-Фасо
1. Филипп Накеллентуба Уэдраого (79 лет) — бывший архиепископ Уагадугу.

#### Кабо-Верде
1. Арлинду Гомеш Фуртаду (75 лет) — епископ Сантьягу.

#### Кения
1. Джон Нджуэ (79 лет) — бывший архиепископ Найроби.

#### Конго
1. Фридолин Амбонго Безунгу (65 лет) — архиепископ Киншасы.

#### Мадагаскар
1. Дезире Царахазана (71 год) — архиепископ Туамасины.

#### Марокко
1. Кристобаль Лопес Ромеро (73 года) — архиепископ Рабата.

#### Нигерия
1. Питер Эбере Окпалеке (62 года) — епископ Эквулобии.

#### Руанда
1. Антуан Камбанда (66 лет)  — архиепископ Кигали.

#### Танзания
1. Протасе Ругамбва (65 лет) — архиепископ Таборы.

#### Южный Судан
1. Стивен Амею Мартин Мулла (61 год) — архиепископ Джубы.

#### ЦАР
1. Дьёдонне Нзапалаинга (58 лет) — архиепископ Банги.

#### Эфиопия
1. Бырханэйэсус Дэмрэв Сурафел (77 лет) — архиепископ Аддис-Абебы.

#### ЮАР
1. Стивен Бризлин (68 лет) — архиепископ Йоханнесбурга.

### Австралия и Океания

#### Австралия
1. Николай Бычок (45 лет), редемпторист — епископ Святых Петра и Павла в Мельбурне УГКЦ.

#### Новая Зеландия
1. Джон Эчерли Дью (77 лет)  — бывший архиепископ Веллингтона.

#### Папуа — Новая Гвинея
1. Джон Рибат (68 лет)  — архиепископ Порт-Морсби.

#### Тонга
1. Соане Патита Паини Мафи (63 года) — епископ Тонги.

## Список кардиналов, потерявших право участвовать в Конклаве

### Римская курия
1. Сантос Абриль-и-Кастельо — бывший архипресвитер базилики Санта Мария Маджоре;
2. Эннио Антонелли — бывший председатель Папского Совета по делам семьи;
3. Фрэнсис Аринзе — бывший префект Конгрегации богослужения и дисциплины таинств;
4. Анджело Ачерби — бывший апостольский нунций;
5. Лоренцо Бальдиссери — бывший генеральный секретарь синода епископов;
6. Джузеппе Бертелло — бывший председатель Папской комиссии по делам государства-града Ватикана;
7. Тарчизио Бертоне — бывший камерленго;
8. Джованни Анджело Беччу — бывший префект Конгрегации по канонизации Святых;
9. Вальтер Брандмюллер — бывший председатель Папского Комитета по историческим наукам;
10. Антонио Вельо — бывший председатель Папского Совета по пастырскому попечению о мигрантах и странствующих;
11. Фернандо Вергес Альсага — бывший председатель Папской Комиссии по делам государства-града Ватикана;
12. Джузеппе Версальди — бывший префект Конгрегации католического образования;
13. Джанфранко Гирланда, иезуит — профессор теологии;
14. Доменико Кальканьо — бывший председатель Администрации церковного имущества Святого Престола;
15. Раньеро Канталамесса, капуцин — проповедник Папского Дома;
16. Вальтер Каспер — бывший председатель Папского Совета по содействию Христианскому Единству;
17. Франческо Коккопальмерио — бывший председатель Папского Совета по интерпретации законодательных текстов;
18. Анджело Комастри — бывший генеральный викарий Ватикана, бывший председатель Фабрики Святого Петра и бывший архипресвитер Папской Ватиканской базилики;
19. Луис Ладария Феррер — бывший префект Дикастерии доктрины веры и председатель Папской Библейской Комиссии;
20. Джованни Лайоло — бывший председатель Папской комиссии по делам государства-града Ватикана;
21. Агостино Маркетто — бывший апостольский нунций;
22. Мануэл Монтейру де Каштру — бывший великий пенитенциарий;
23. Франческо Монтеризи — бывший архипресвитер папской базилики Сан-Паоло-фуори-ле-Мура;
24. Эдвин Фредерик О’Брайен — бывший великий магистр ордена Рыцарского Ордена Гроба Господня;
25. Поль Пупар — бывший председатель Папского Совета по культуре;
26. Мауро Пьяченца — бывший великий пенитенциарий;
27. Джанфранко Равази — бывший председатель Папского Совета по культуре;
28. Джованни Баттиста Ре — декан Коллегии кардиналов;
29. Франц Роде — бывший префект Конгрегации по делам Институтов Посвящённой Жизни и Обществ Апостольской Жизни;
30. Станислав Рылко (80 лет) — бывший архипресвитер базилики Санта-Мария-Маджоре;
31. Леонардо Сандри — вице-декан Коллегии кардиналов, бывший префект Дикастерии по делам Восточных Церквей;
32. Робер Сара — бывший префект Конгрегации богослужения и дисциплины таинств;
33. Жозе Сарайва Мартинш — бывший префект Конгрегации по Канонизации Святых;
34. Беньямино Стелла — бывший префект Конгрегации по делам духовенства;
35. Джеймс Фрэнсис Стэффорд — бывший великий пенитенциарий;
36. Сильвано Мария Томази — бывший апостольский нунций;
37. Марк Уэлле — бывший префект Дикастерии по делам епископов;
38. Раффаэле Фарина — бывший Библиотекарь и Архивариус Святой Римской Церкви;
39. Майкл Фицджеральд — бывший апостольский нунций;
40. Фортунато Фрецца — каноник собора Святого Петра;
41. Хулиан Эрранс Касадо — бывший председатель Дисциплинарной Комиссии Римской курии.

### Европа

#### Италия
1. Анджело Баньяско — бывший архиепископ Генуи;
2. Гуальтьеро Бассетти — бывший архиепископ Перуджи-Читта-делла-Пьеве;
3. Агостино Валлини — бывший генеральный викарий Рима;
4. Сальваторе Де Джорджи — бывший архиепископ Палермо;
5. Эдоардо Меникелли — бывший архиепископ Анкона-Озимо;
6. Арриго Мильо — бывший архиепископ Кальяри;
7. Паоло Ромео — бывший архиепископ Палермо;
8. Камилло Руини — бывший генеральный викарий Рима;
9. Крешенцио Сепе — бывший архиепископ Неаполя;
10. Анджело Скола — бывший архиепископ Милана;
11. Энрико Ферочи.

#### Испания
1. Рикардо Бласкес Перес — бывший архиепископ Вальядолида;
2. Акилино Бокос Мерино — кларетинец;
3. Льюис Мартинес Систак — бывший архиепископ Барселоны;
4. Карлос Осора Сьерра (80 лет) — бывший архиепископ Мадрида;
5. Антонио Мария Роуко Варела — бывший архиепископ Мадрида.

#### Литва
1. Аудрис Юозас Бачкис — бывший архиепископ Вильнюса;
2. Сигитас Тамкявичус, иезуит — бывший архиепископ Каунаса.

#### Франция
1. Жан-Пьер Рикар — бывший архиепископ Бордо.

#### Австрия
1. Кристоф Шёнборн — бывший архиепископ Вены.

#### Албания
1. Эрнест Симони.

#### Германия
1. Фридрих Веттер — бывший архиепископ Мюнхена.

#### Ирландия
1. Шон Бэптист Брейди — бывший архиепископ Армы.

#### Латвия
1. Янис Пуятс — бывший архиепископ Риги.

#### Польша
1. Станислав Дзивиш — бывший архиепископ Кракова.

#### Румыния
1. Лучиан Мурешан — верховный архиепископ Фэгэраш — Алба-Юлия, глава Румынской грекокатолической церкви.

#### Чехия
1. Доменик Дука — бывший архиепископ Праги.

### Азия

#### Вьетнам
1. Пётр Нгуен Ван Нён — бывший архиепископ Ханоя.
2. Жан Батист Фам Минь Ман — бывший архиепископ Хошимина.

#### Китай
1. Иоанн Тун Хон — бывший епископ Гонконга;
2. Иосиф Чэнь Жицзюнь — бывший епископ Гонконга.

#### Филиппины
1. Орландо Бельтран Кеведо — бывший архиепископ Котабато;
2. Гауденсио Борбон Росалес — бывший архиепископ Манилы.

#### Бангладеш
1. Патрик Д’Росарио — бывший архиепископ Дакки.

#### Индия
1. Георг Аленчерри — бывший верховный архиепископ Эрнакулам-Ангамали;
2. Освальд Грасиас — бывший архиепископ Бомбея.

#### Индонезия
1. Юлий Рияди Дармаатмаджа — бывший архиепископ Джакарты.

#### Корея
1. Андрей Ём Су Чжун — бывший архиепископ Сеула.

#### Лаос
1. Луи-Мари Линг Мангкханекхоун — бывший апостольский викарий Вьентьяна.

#### Ливан
1. Бешар Бутрос Раи — маронитский патриарх Антиохии и всего Леванта.

#### Пакистан
1. Джозеф Куттс (80 лет) — бывший архиепископ Карачи.

#### Таиланд
1. Михаил Мичаи Китбунчу — бывший архиепископ Бангкока.

### Северная Америка

#### США
1. Дональд Вюрл — бывший архиепископ Вашингтона;
2. Роджер Майкл Махони — бывший архиепископ Лос-Анджелеса;
3. Адам Джозеф Мэйда — бывший архиепископ Детройта;
4. Шон Патрик О’Мелли — бывший архиепископ Бостона;
5. Джастин Фрэнсис Ригали — бывший архиепископ Филадельфии.

### Латинская Америка

#### Мексика
1. Фелипе Арисменди Эскивель — бывший епископ Сан-Кристобаль-де-лас-Касаса;
2. Норберто Ривера Каррера — бывший архиепископ Мехико;
3. Хуан Сандоваль Иньигес — бывший архиепископ Гвадалахары;
4. Альберто Суарес Инда — бывший архиепископ Морелии.

#### Чили
1. Селестино Аос Брако, капуцин — бывший архиепископ Сантьяго;
2. Франсиско Хавьер Эррасурис Осса — бывший архиепископ Сантьяго;
3. Рикардо Эссати Андрельо — бывший архиепископ Сантьяго.

#### Венесуэла
1. Диего Рафаэль Падрон Санчес — бывший архиепископ Куманы;
2. Бальтасар Энрике Поррас Кардосо — бывший архиепископ Каракаса.

#### Колумбия
1. Рубен Дарио Саласар Гомес — бывший архиепископ Боготы;
2. Хорхе Энрике Хименес Карвахаль — бывший архиепископ Картахены.

#### Перу
1. Педро Рикардо Баррето Химено — бывший архиепископ Уанкайо;
2. Хуан Луис Сиприани Торн — бывший архиепископ Лимы.

#### Аргентина
1. Луис Эктор Вильяльба — бывший архиепископ Тукумана.

#### Боливия
1. Торибио Тикона Порко — бывший территориальный прелат Корокоро.

#### Бразилия
1. Раймунду Дамасену Ассис — бывший архиепископ Апаресиды.

#### Гондурас
1. Оскар Андрес Родригес Марадьяга — бывший архиепископ Тегусигальпы.

#### Доминиканская республика
1. Николас де Хесус Лопес Родригес — бывший архиепископ Санто-Доминго.

#### Панама
1. Хосе Луис Лакунса Маэстрохуан — бывший епископ Давида.

#### Сальвадор
1. Грегорио Роса Чавес — бывший вспомогательный епископ архиепархии Сан-Сальвадора.

### Африка

#### Нигерия
1. Энтони Олубунми Окоги — бывший архиепископ Лагоса;
2. Джон Олорунфеми Онаийекан — бывший архиепископ Абуджи.

#### Маврикий
1. Морис Пья — бывший епископ Порт-Луи.

#### Мали
1. Жан Зербо — бывший архиепископ Бамако.

#### Мозамбик
1. Жулиу Дуарте Ланга — бывший епископ Шаи-Шаи.

#### Сенегал
1. Теодор-Адриен Сарр — бывший архиепископ Дакара.

#### Судан
1. Габриэль Зубейр Вако — бывший архиепископ Хартума.

#### Танзания
1. Поликарп Пенго — бывший архиепископ Дар-эс-Салама.

#### Уганда
1. Эммануил Вамала — бывший архиепископ Кампалы.

#### ЮАР
1. Уилфрид Фокс Напье — бывший архиепископ Дурбана.